# Birkhof (Lohmar)
Birkhof ist ein aus einem Einzelhof bestehender Wohnplatz, der zur Stadt Lohmar im Rhein-Sieg-Kreis in Nordrhein-Westfalen gehört.

## Geographie
Birkhof liegt im Südosten von Lohmar. Umliegende Ortschaften und Weiler sind Winkel, Hove und Schlade im Nordosten, Hagen und Birk im Südosten, Birk im Süden und Südwesten, Inger im Südwesten sowie Algert, Fischburg, Bich und Breidtersteegsmühle im Nordwesten.
Nordöstlich von Birkhof fließt der Bicher Bach, ein orographisch linker Nebenfluss des Jabachs. Südwestlich von Birkhof entspringt ein Zufluss eines namenlosen linken Nebenflusses des Jabachs.

## Geschichte
Bis 1969 gehörte Birkhof zu der bis dahin eigenständigen Gemeinde Inger.

## Verkehr
Birkhof liegt östlich zur Kreisstraße K 13.